# 65
Glej tudi: število 65
65 (LXV) je bilo navadno leto, ki se je po julijanskem koledarju začelo na torek.

## Dogodki
- 1. januar

## Smrti
- - Seneka, rimski državnik (* 3 pr. n. št.)